# エジプト第1中間期
エジプト第1中間期（エジプトだい1ちゅうかんき、紀元前2180年頃 - 紀元前2040年頃）は、古代エジプト史における時代区分。通常第6王朝の崩壊から第11王朝による再統一までの時代を指す。長期間にわたって安定した統治を続けていた古王国の崩壊とその後の戦乱によって社会的、思想的、政治的に大きな変化を齎した。

## 概観
メンフィスを中心としたエジプト古王国の統一権力は、第5王朝末期以来地方州侯の勢力が徐々に拡大したことにより、第6王朝の王ペピ2世の治世末期には地方に対する統制能力を喪失し、各地の州（ノモス）を統治した州侯達の自立傾向が高まった。メンフィスの政権はなお存続（第7、第8王朝）し、統一政権の王としての権威も一応は保たれたが、地方分離の潮流は変わらなかった。当時のメンフィス政権の歴代王名やその治績についてはっきり分かっている事は極めて少ない。

### 第7王朝、第8王朝（前2181年-前2160年）
メンフィスに存続した第7、第8王朝についてわかっている事は極端に少ない。マネトは第7王朝について「70人の王が70日間統治した」という記録を残している。これは文学的修辞であろうが、第7王朝の統治能力の低さを端的に表す文章である。第8王朝の若干の王は小規模なピラミッドを残しており、彼らが古王国の伝統を引き継ごうとしていたことがわかる。若干の学者は第6王朝以前の王朝と第7、第8王朝の連続性を重視し、この両王朝を古王国に分類している。この二つの存在の不確かな王朝の崩壊とともに古王国以来エジプトを統合してきたメンフィスの政権の命運は尽きた。

### 第9王朝、第10王朝（前2160年-前2040年）
上エジプト第20県のヘラクレオポリス）の州侯によって新たな政権が打ち立てられた。このヘラクレオポリスの政権を第9、第10王朝と呼んでいる。ヘラクレオポリス政権は当初はアスワンまでの全上エジプトまで支配を及ぼしていた可能性があるが、その後南方のテーベに成立した第11王朝と1世紀前後に渡ってエジプトの覇権を巡って争った。最後は第11王朝のメンチュヘテプ2世によって滅ぼされた。第9、第10王朝の二つの王朝についての記録は乏しく、なぜマネトが二つの王朝に分類したのかもわかっていない。

### 第11王朝（前2134-前1991）
上エジプト第4県のテーベでもまた、地元の州侯が力をつけ自立勢力を築いた。これが第11王朝とされる。マネトは第9から第11まで、あたかも連続的に王朝が成立したかのように採番しているが、実際には第10王朝と第11王朝の存続期間は大部分重複していると考えられる。テーベに興ったこの政権はヘラクレオポリス侯等、周囲の対立する政権を徐々に圧倒し、上エジプトの過半をその支配下に収めた。メンチュヘテプ2世が即位すると、国境地帯で起きた反乱を切っ掛けに第10王朝に攻め入り、長い闘いの末にこれを降してエジプトを再び統一した。このエジプトの統一をもって第1中間期の終了、エジプト中王国の始まりとされる。第11王朝はメンチュヘテプ2世の没後20年余りで終わりを迎えたが、統一政権は第12王朝に引き継がれた。

## 文学作品が伝えるエジプトの思想上の「革命」
数百年以上にわたって続いた古王国の安定が失われたこと、そしてその後に訪れた政治混乱はエジプトの社会を動揺させた。古王国時代の王朝の交代等が主として政府内部の事件であったのと異なり、第6王朝末期以降の混乱は広範な人々を巻き込む戦いを引き起こした。こうした状況は「社会革命」とも呼ばれており、エジプト人の社会、思想に重大な変化を齎した。
当時の雰囲気を伝える文書として『イプエルの訓戒』と呼ばれる文学作品が知られている。
旧秩序の崩壊と社会の混乱を指摘し、現状の変革などを主張するこの文書には、同一の導入句を反復する形式に沿ってエジプトの混乱が描写されている。それによれば門番や職人や洗濯屋が自らの仕事をせず掠奪に出かけており、海上の支配権はクレタ人に奪われ、下エジプトには蛮族が侵入して「エジプト人となった」。掠奪者は至るところに現れ、ナイルが氾濫しても土地を耕すものも無く、貴族たちは嘆き、貧乏人は喜びに満ちた。富も失われ、死者をミイラとするための材料も無く、上エジプトは内戦のために租税を納めなくなった。老人も若者も「死んでしまいたい」と言い、幼児は「産んでくれなければよかったのに」といい自殺者があふれた。呪文は民衆に知れ渡ったために効力を失い、王は民衆によって廃され、貴婦人は筏の上に住み貴族達は強制労働に従事していたという。
貧乏人による掠奪、貴族の没落、納税の停滞などを嘆くこの文書は、古い有力者の立場を代弁したものであると考えられるが、当時のエジプトを襲っていた厭世的な雰囲気をまざまざと知ることができる。また解釈を巡って議論のある文書ではあるが、『生活に疲れた者の魂との対話』と呼ばれる文書でも「善はいたるところで退けられ、地を歩む悪は止まるところがない。」と語られている。

### 社会正義
第1中間期初頭の混乱は国家との結びつきの強い官吏や神官にも強い衝撃を与えた。彼らは文字を操ることのできる知識階級でもあり、創造神によって定められた宇宙の秩序（マート）の体現者たる王に仕えてマートの維持に貢献するならば、現世における成功が与えられるという理念を古くより持っていた。しかし第1中間期に入り、もはや旧来のような安定した地位の維持や俸給、供物の確保が不可能となり、また彼らが信奉した倫理、道徳的価値観も失われていく中で、彼らの価値観も変容を迫られた。上述の『イプエルの訓戒』においても批判の矛先は従来絶対的存在として扱われていた王やその上にいる神々にさえ向けられることもあった。
一方で、神々に対する崇拝はなお思想の根幹でありつづけ、神は正義の規定者であり続けた。神を正義とする前提のもと、秩序を維持する責任は人間にあるとして、神の定めた正義の下に秩序を確立する最高責任者としての王の役割を強調されるようになっていった。それを反映して従来神の化身であるとされた王のための「教訓」を述べる文学も成立した。第10王朝の王メリカラーに対する『メリカラー王への教訓』がそれである。
更に王はマートを維持する義務を負うが、王によって統治される人々の側にもマートの実現を要求する権利があり、むしろ自ら進んで要求しなければならないという主張も成立した。不当に財産を奪われた農夫が雄弁を振るってそれを取り返す『雄弁な農夫の物語』はまさにこうした考えを全面に出した作品である。

## 葬祭の「民主化」とオシリス信仰
古王国時代において永遠の来世の観念は既に成立していたが、そのための手続きは王によって保証された。王は臣下の来世を保障するために臣下の墓に対しても供物を供給していた。しかし中央権力の瓦解とともに、王による来世の保障は説得力を持たなくなった。かつて王によって独占されていた葬祭儀礼は臣下の間にも広がり、各人は独自に葬祭儀礼を行って来世を保障する努力を行った。王の永生を保障するピラミッド・テキストに類似した呪文が臣下の墓にも記されるようになり、これはコフィン・テキスト（棺柩文）と呼ばれている。こうした動きはやがて一般民衆にまで及んだ。この過程は葬祭の「民主化」と呼ばれている。
そしてこの時代に広く普及するのがオシリス信仰である。オシリス神の起源はわかっていない。伝統的な説として、アッシリアのアッシュール神と同一の起源を持つという説や、オシリスを表すヒエログリフが座席と眼によって構成されるところから王権と関連付ける説もある。古くよりオシリス神は登場し、第3王朝時代のレリーフにも表されているが、オシリスが本格的に信仰の対象として登場するのは第5王朝末期以降である。第5王朝のウナス王のピラミッド・テキストにはオシリスが他の神々とともに登場する。
オシリス信仰の重要な中心地となったのが上エジプト第8県にあるアビュドスである。この地では古くよりケンティアメンティウ神と呼ばれる死者の神が祭られていたが、その後主神の座をオシリス神に譲り同一視されるようになった。「人は死ねば誰もがオシリス神となり、復活して来世を迎える」というオシリス信仰は、王やその周辺の臣下に限られていた復活と再生の権利を一挙に大衆化した。この思想は急速にエジプト全土に広まり、第1中間期以降にはオシリス神に対する信仰はエジプトの宗教における最も重要な要素の1つとなった。古くよりオシリス神は登場し、第3王朝時代のレリーフにも表されているが、オシリスが本格的に信仰の対象として登場するのは第5王朝末期以降である。第11王朝によるエジプトの再統一を迎えると人々はこぞってアビュドスへの巡礼を行い、再生と復活を祈願するようになった。このアビュドス巡礼はその後長期にわたって存続していくことになる。

## 第1中間期の遺構

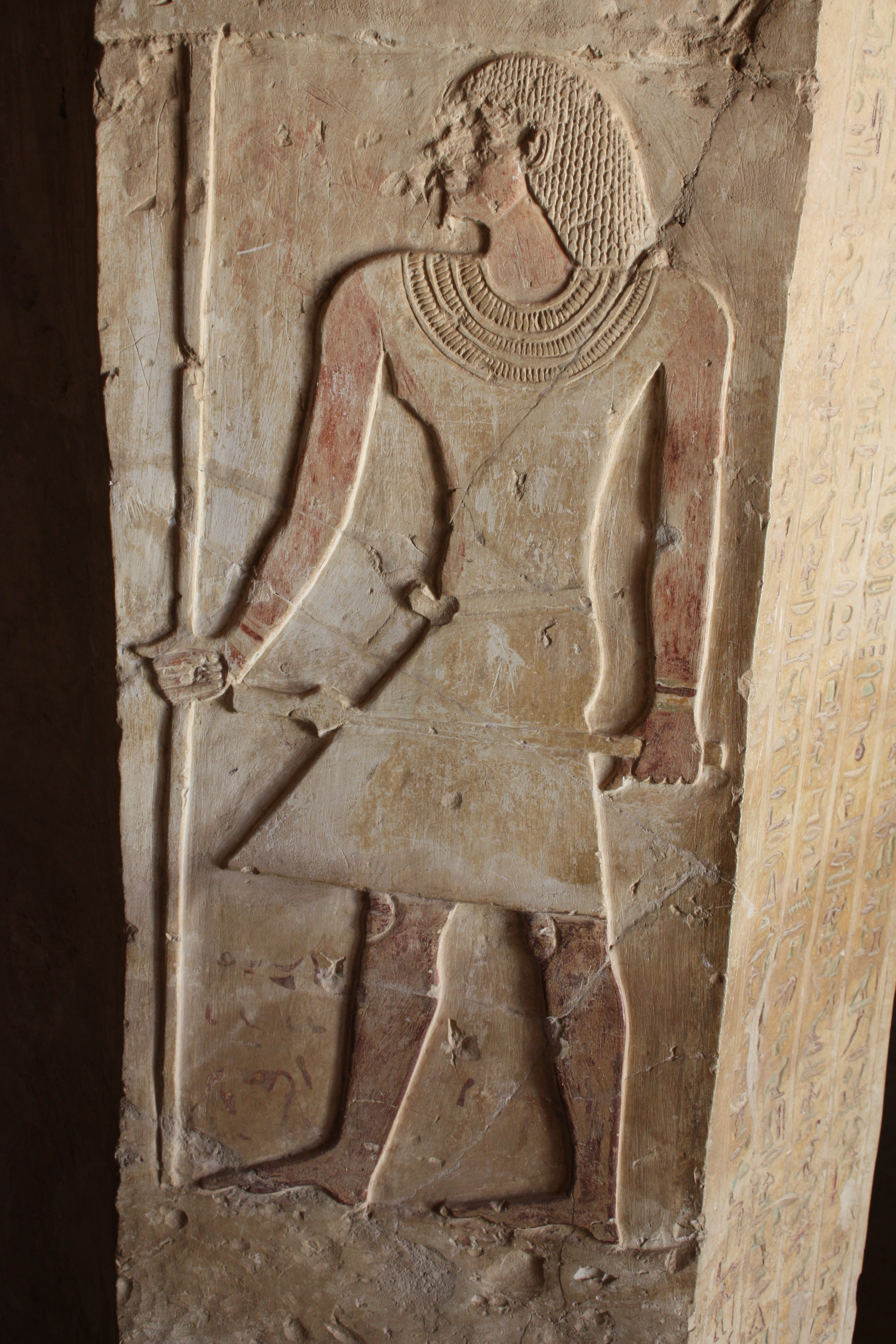
ヒエラコンポリス州侯アンクティフィのレリーフ

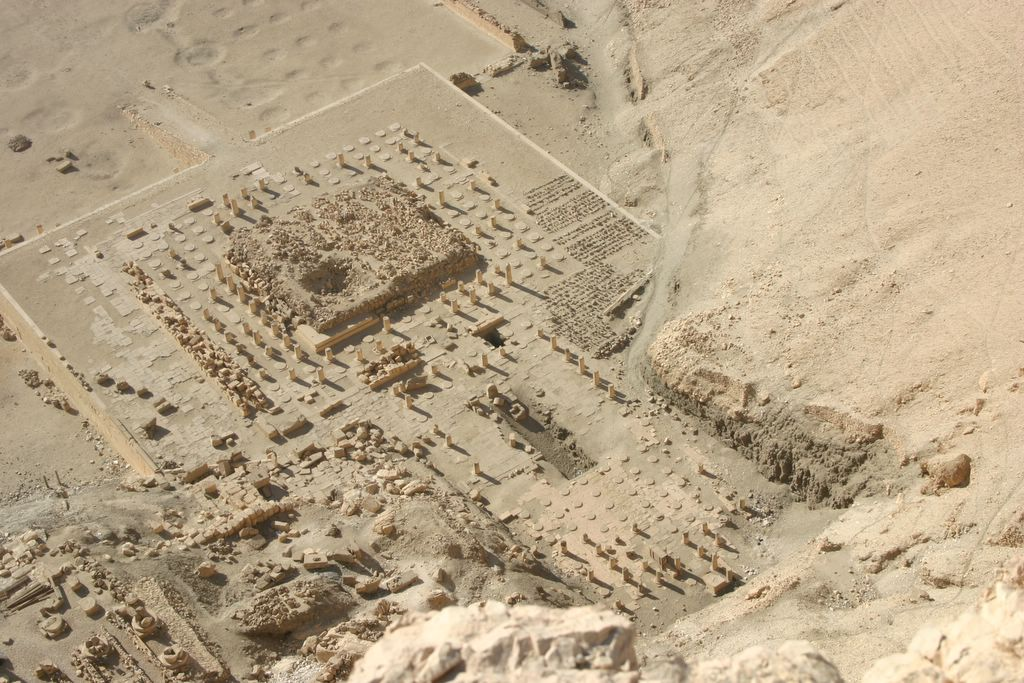
メンチュヘテプ2世の神殿王墓跡。

第1中間期はエジプトの分裂のために労働力や建材の確保が困難になったと見られ、古王国時代のピラミッドや太陽神殿のような大型建造物の出土例は少ない。まず古王国時代の代表的な建造物であるピラミッドの建造は、恐らく第7、第8王朝というメンフィスの政権によって建設が続けられていた。第8王朝のカカラー王が建設した小さなピラミッドがサッカラの南から発見されており、内部からピラミッド・テキストも発見されている。またヘラクレオポリス政権に仕えたと見られる州侯たちの墓が発見されている。ヒエラコンポリス州侯であった貴族アンクティフィの墓は建造物の少ないこの時代の遺構として特に貴重である。彼は「我に並ぶ者は過去にも未来にも出現しない」と墓に記し、その善政を誇っている。
第11王朝の初期の王達ももちろん墓を造営しており、テーベのエル＝タリフにはアンテフ2世の墓がある。また彼はカルナックにテーベの主神アメン・ラーのための神殿を建造した。彼の建造物で現存する物は仕上げの荒い八角柱に刻まれたヒエログリフの銘文のみであるが、この頃から確認され始めるアメン神への信仰は、テーベ政権によるエジプト制覇によってエジプトの宗教に絶大な影響を与えていくことになる。
やがて第11王朝のメンチュヘテプ2世によるエジプト統一は建築にも画期的な変化を齎した。ルクソール近郊で発見されているメンチュヘテプ2世の葬祭殿はエジプトの分裂の時代が終わり、再び強大な国家となったことをその巨大さによって伝えている。

## 気候変動
ペピ2世の死後社会が混乱した時期には中東全域で長期に及ぶ乾燥化が始まっており、エジプトでは第1中間期を通して食糧難が民衆と支配層を苦しめた。
グリーンランドの氷床やアンデス山脈の氷河から採取されたコアの調査により、紀元前2200年頃に大量の火山灰が広範な地域に降り注いだことがわかっている。これによりヨーロッパでは寒冷化、中東では乾燥化がもたらされた。
同じ時期にエルニーニョ現象が発生し、アフリカからインド洋に吹いていた季節風が非常に弱まり、エチオピア高原に干魃をもたらした。ナイル川の水量は減少し、川の氾濫も勢いを弱めると深刻な飢饉が起き、長年に渡る社会の荒廃を助長することになった。